# Paroxystomina asymmetrica
Paroxystomina asymmetrica är en rundmaskart som beskrevs av Heinrich Micoletzky 1924. Paroxystomina asymmetrica ingår i släktet Paroxystomina och familjen Oxystominidae. Inga underarter finns listade i Catalogue of Life.